# The Allman Brothers Band
The Allman Brothers Band foi uma banda de southern rock formada nos Estados Unidos, considerada pelo Hall da Fama do Rock and Roll como o principal arquiteto do rock sulista americano.
A banda foi formada em 26 de março de 1969 em Jacksonville, Flórida por Duane Allman (eleito pela revista Rolling Stones em 2003, como o nono melhor guitarrista de todos os tempos), Gregg Allman, Dickey Betts, Berry Oakley, Butch Trucks e Jai Johanny "Jaimoe" Johanson.

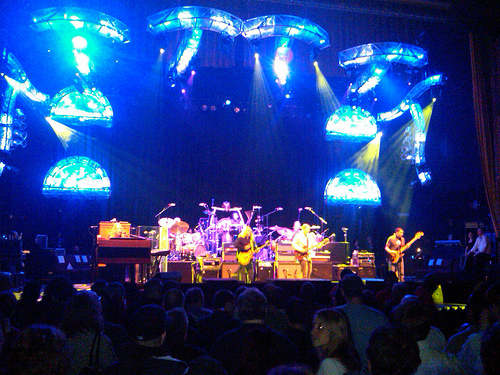
The Allman Brothers band em 2010

Formado originalmente em 1969, foi descrita dois anos depois por George Kimball, jornalista da revista Rolling Stone, como "a melhor banda de rock and roll que este país produziu nos últimos cinco anos". Reconhecidos por sua capacidade de improvisação, cujo melhor exemplo se encontra no álbum At Fillmore East, a banda foi premiada com onze discos de ouro e cinco de prata entre 1971 e 2005. Em 1971, Duanne morreu em um acidente de motocicleta. A revista Rolling Stone colocou a banda como um dos 100 Maiores Artistas de Todos os Tempos, em 2004, e foi a banda mais representada na lista de melhores guitarristas feita pela mesma revista. A banda fez sua última apresentação no dia 28 de outubro de 2014.

## Discografia

### Álbuns de Estúdio e Ao Vivo
| 1969                                     | The Allman Brothers Band - Lançamento: Novembro de 1969 - Selo: Atco - Formato: LP                                     | 188 |           |
| 1970                                     | Idlewild South - Lançamento: Setembro de 1970 - Selo: Atco - Formato: LP                                               | 38  |           |
| 1971                                     | At Fillmore East (Live) - Lançamento: 6 de Julho de 1971 - Selo: Capricorn - Formato: LP                               | 13  | : platina |
| 1972                                     | Eat a Peach (Part live) - Lançamento: Abril de 1972 - Selo: Capricorn - Formato: LP                                    | 4   | : platina |
| 1973                                     | Brothers and Sisters - Lançamento: Agosto de 1973 - Selo: Capricorn - Formato: LP                                      | 1   | : platina |
| 1975                                     | Win, Lose or Draw - Lançamento: Agosto de 1975 - Selo: Capricorn - Formato: LP                                         | 5   | : ouro    |
| 1976                                     | Wipe the Windows, Check the Oil, Dollar Gas (Live) - Lançamento: Novembro de 1976 - Selo: Capricorn - Formato: LP      | 75  |           |
| 1979                                     | Enlightened Rogues - Lançamento: Fevereiro de 1979 - Selo: Capricorn - Formato: LP                                     | 9   | : ouro    |
| 1980                                     | Reach for the Sky - Lançamento: Agosto de 1980 - Selo: Arista - Formato: LP                                            | 27  |           |
| 1981                                     | Brothers of the Road - Lançamento: Agosto de 1981 - Selo: Arista - Formato: LP                                         | 44  |           |
| 1990                                     | Seven Turns - Lançamento: 3 de Julho de 1990 - Selo: Epic - Formato: CD                                                | 53  |           |
| 1991                                     | Shades of Two Worlds - Lançamento: 2 de Julho de 1991 - Selo: Epic - Formato: CD                                       | 85  |           |
| 1992                                     | An Evening with the Allman Brothers Band: First Set (Live) - Lançamento: 9 de Junho de 1992 - Selo: Epic - Formato: CD | 80  |           |
| 1994                                     | Where It All Begins - Lançamento: 3 de Maio de 1994 - Selo: Epic - Formato: CD                                         | 45  | : ouro    |
| 1995                                     | An Evening with the Allman Brothers Band: 2nd Set (Live) - Lançamento: 9 de Maio de 1995 - Selo: Epic - Formato: CD    | 88  |           |
| 2000                                     | Peakin' at the Beacon (Live) - Lançamento: 4 de Novembro de 2000 - Selo: Epic - Formato: CD                            | —   |           |
| 2003                                     | Hittin' the Note - Lançamento: 18 de Março de 2003 - Selo: Sanctuary - Formato: CD                                     | 37  |           |
| 2004                                     | One Way Out (Live) - Lançamento: 23 de Março de 2004 - Selo: Sanctuary - Formato: CD                                   | 190 |           |
| "—" denotes releases that did not chart. | |     |           |

### Álbuns Ao Vivo

#### Retrospective Live Álbums
Os chamados "Retrospective Live Álbums" são vários concertos gravados, inéditos, arquivados durante os primeiros anos de The Allman Brothers Band. A maioria foi gravada antes da morte do guitarrista Duane Allman.
| Title                                                            | Lançamento        |
| ---------------------------------------------------------------- | ----------------- |
| Live at Ludlow Garage: 1970                                      | April 20, 1990    |
| Fillmore East, February 1970                                     | 1996              |
| American University 12/13/70                                     | 2002              |
| Live at the Atlanta International Pop Festival: July 3 & 5, 1970 | October 21, 2003  |
| S.U.N.Y. at Stonybrook: Stonybrook, NY 9/19/71                   | 2003              |
| Macon City Auditorium: 2/11/72                                   | 2004              |
| Nassau Coliseum, Uniondale, NY: 5/1/73                           | 2005              |
| Boston Common, 8/17/71                                           | 2007              |
| Play All Night: Live at the Beacon Theatre 1992                  | February 18, 2014 |
| Live from A&R Studios                                            | April 1, 2016     |
| The Fox Box                                                      | March 24, 2017    |

### Coletâneas
| Álbum                                                                                  | Descrição                                                                                  | Desempenho na Billboard 200 | Lançamento         | Certificação |
| -------------------------------------------------------------------------------------- | ------------------------------------------------------------------------------------------ | --------------------------- | ------------------ | ------------ |
| Beginnings                                                                             | Re-release of The Allman Brothers Band and Idlewild South                                  | 25                          | 1973               | : ouro       |
| The Road Goes On Forever                                                               | Compilation of 17 songs, expanded to 30 songs in 2001                                      | 43                          | 1975               |              |
| The Best of The Allman Brothers Band                                                   | Compilation of songs from their first eight álbums                                         |                             | 1981               | : ouro       |
| Dreams                                                                                 | Compilation of songs from the Allman Brothers Band and from the group members' solo álbums | 103                         | June 1989          | : ouro       |
| A Decade of Hits 1969–1979                                                             | Compilation of songs from their first eight álbums                                         | 39                          | October 22, 1991   | : 2× platina |
| Ramblin' Man                                                                           | Compilation of songs from their first six álbums                                           |                             | May 15, 1992       |              |
| Hell & High Water: The Best of the Arista Years                                        | Compilation of songs from Reach for the Sky and Brothers of the Road                       |                             | 1994               |              |
| Legendary Hits                                                                         | Compilation of songs from their first six álbums                                           |                             | April 16, 1995     |              |
| Mycology: An Anthology                                                                 | Compilation of songs from their 1990 – 1995 álbums                                         |                             | June 9, 1998       |              |
| 20th Century Masters - The Millennium Collection: The Best of the Allman Brothers Band | Compilation of songs from their first eight álbums                                         | 89                          | January 25, 2000   | : ouro       |
| Still Rockin'                                                                          | Compilation of songs from Reach for the Sky and Brothers of the Road                       |                             | September 26, 2000 |              |
| Martin Scorsese Presents the Blues: The Allman Brothers Band                           | Compilation of blues-rock songs                                                            |                             | September 9, 2003  |              |
| Stand Back: The Anthology                                                              | 2-CD compilation of songs from their 1969 – 2003 álbums on various Selos                   |                             | June 8, 2004       |              |
| The Essential Allman Brothers Band: The Epic Years                                     | Compilation of songs from their 1990 – 1995 álbums                                         |                             | August 31, 2004    |              |
| Gold                                                                                   | Compiles the same tracks as the expanded reissue of The Road Goes On Forever               |                             | October 11, 2005   |              |
| Playlist Plus                                                                          | 3-CD compilation of songs from their first eight álbums                                    |                             | April 29, 2008     |              |
| Green Series: The Best of the Allman Brothers Band                                     | Compilation of songs from their first eight álbums                                         |                             | April 29, 2008     |              |
| Selections from Play All Night: Live at the Beacon Theatre 1992                        | 2-LP release for Record Store Day 2014, containing cuts from the Play All Night álbum      |                             | April 19, 2014     |              |

### Singles
| 1969                                     | "Black Hearted Woman"                     | —   | —  | Capricorn Records | "Every Hungry Woman"                               | The Allman Brothers Band |
| 1970                                     | "Revival (Love Is Everywhere)"            | 92  | —  | Capricorn Records | "Leave My Blues at Home"                           | Idlewild South           |
| 1972                                     | "Ain't Wastin' Time No More"              | 77  | —  | Capricorn Records | "Melissa"                                          | Eat a Peach              |
| 1972                                     | "Melissa"                                 | 86  | —  | Capricorn Records | "Blue Sky"                                         | Eat a Peach              |
| 1972                                     | "One Way Out"                             | 86  | —  | Capricorn Records | "Standback"                                        | Eat a Peach              |
| 1973                                     | "Ramblin' Man"                            | 2   | —  | Capricorn Records | "Pony Boy"                                         | Brothers and Sisters     |
| 1973                                     | "Jessica"                                 | 65  | —  | Capricorn Records | "Come and Go Blues"                                | Brothers and Sisters     |
| 1975                                     | "Nevertheless"                            | 67  | —  | Capricorn Records | "Louisiana Lou and Three Card Monty John" (A-side) | Win, Lose or Draw        |
| 1975                                     | "Louisiana Lou and Three Card Monty John" | 78  | —  | Capricorn Records | "Nevertheless"                                     | Win, Lose or Draw        |
| 1979                                     | "Crazy Love"                              | 29  | —  | Capricorn Records | "Just Ain't Easy"                                  | Enlightened Rogues       |
| 1979                                     | "Can't Take It With You"                  | 105 | —  | Capricorn Records | "Sail Away"                                        | Enlightened Rogues       |
| 1980                                     | "Angeline"                                | 58  | —  | Arista Records    | "So Long"                                          | Reach for the Sky        |
| 1980                                     | "Mystery Woman"                           | —   | —  | Arista Records    | "Hell and High Water"                              | Reach for the Sky        |
| 1981                                     | "Straight from the Heart"                 | 39  | 11 | Arista Records    | "Leavin'"                                          | Brothers of the Road     |
| 1981                                     | "Two Rights"                              | —   | —  | Arista Records    | "Never Knew How Much (I Needed You)"               | Brothers of the Road     |
| 1990                                     | "Good Clean Fun"                          | —   | 1  | Epic Records      | "Seven Turns"                                      | Seven Turns              |
| 1990                                     | "Seven Turns"                             | —   | 12 | Epic Records      | "Good Clean Fun" (A-Side)                          | Seven Turns              |
| 1990                                     | "It Ain't Over Yet"                       | —   | 26 | Epic Records      | -                                                  | Seven Turns              |
| 1991                                     | "End Of The Line"                         | —   | 2  | Epic Records      | -                                                  | Shades Of Two Worlds     |
| 1994                                     | "No One to Run With"                      | —   | 7  | Sony Music        | -                                                  | Where It All Begins      |
| 1994                                     | "Back Where It All Begins"                | —   | 29 | Sony Music        | -                                                  | Where It All Begins      |
| 2003                                     | "Firing Line"                             | —   | 37 | Sanctuary Records | -                                                  | Hittin' the Note         |
| "—" denotes releases that did not chart. |                                           |     |    |                   |                                                    |                          |

### Videos
| Title                      | Recorded                                                                 | Lançamento         | Certification |
| -------------------------- | ------------------------------------------------------------------------ | ------------------ | ------------- |
| Brothers of the Road       | Early 1980s Gainesville, Florida Capitol Theatre, Port Chester, New York | December 29, 1998  |               |
| Live at the Beacon Theatre | March 25–26, 2003 Beacon Theatre, New York, New York                     | September 23, 2003 | : ouro        |
| Live at Great Woods        | September 6, 1991 Great Woods Amphitheater, Mansfield, Massachusetts     | February 18, 2014  | : ouro        |
| 40                         | March 26, 2009 Beacon Theatre, New York, New York                        | April 29, 2014     |               |